# 노토 군발지진

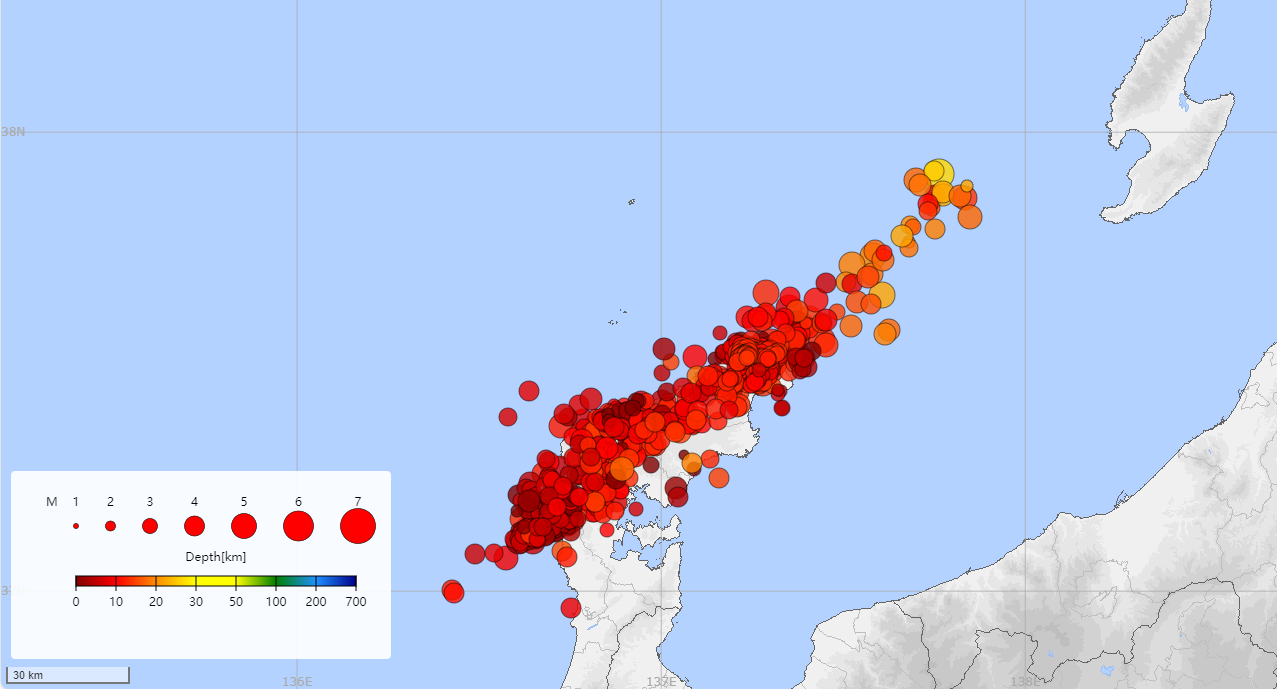
진앙 분포

노토 군발지진(일본어: 能登群発地震 노토군파쓰지신[*])은 2020년 12월부터 일본 이시카와현 노토지방과 노토반도 해역에서 발생하고 있는 군발지진이다.

## 발생 구조와 지진활동
일본의 이시카와현 노토지방은 2018년부터 지진 발생 횟수가 증가하는 추세를 보이다가 2020년 12월부터 지진 활동이 매우 활발해졌다. 일본 기상청에 따르면 2020년 12월 이후 2023년 5월 6일 8시까지 진도1 이상의 흔들림을 관측한 유감지진이 364회 관측되었다.
일련의 지진 활동 중 가장 큰 규모의 지진은 2024년 1월 1일 발생한 규모 M7.6, 최대 진도7의 지진이다(노토반도 대지진). 이 외에도 2023년 5월 5일 발생한 규모 M6.5의 지진으로 스즈시에서 최대 진도6강의 진동을 관측했다(오쿠노토 지진). 2022년 6월 19일에는 스즈시에서 진도6약의 진동을 관측한 M5.4의 지진도 발생했다. 일련의 군발지진 활동은 동서 약 15 km, 남북 약 15 km 영역에서 발생하고 있으며 특히 반도 북쪽과 동쪽에 걸친 영역에서 가장 활발하게 일어나고 있다. 특히 지진 활동 영역은 반도 끝부분을 중심으로 시계 방향으로 확대되는 경향을 보였으며, 2022년 11월부터는 반도 동남쪽 해안가까지 지진 활동이 확대되었다. 이런 식으로, 당초 지진활동은 노토반도 첨단의 스즈시 부근에 집중하고 있었지만, 2024년 1월 1일 이후에는 사도섬 서방에서 노토반도 서부까지의 범위로 확대되었다.
군발지진의 정확한 발생 원인은 밝혀지지 않았지만, 가나자와 대학의 히라마쓰 요시히로 교수는 지하에서 상승해 온 유체가 지각을 팽창시키는 압력을 가해 지진이 일어나는 것으로 보인다고 주장했다. 지진이 발생하는 지역에는 지반이 융기하는 지각 변동도 관측되고 있으며, 스즈시의 관측 지점에서는 현재까지 지반이 약 4 cm 융기했다. 노토지방처럼 주변에 화산이 없는 지역에서 이 정도 규모의 지각변동이 관측되는 현상은 극히 드문 일이다. 도쿄 공업대학의 나카지마 준이치 교수는 노토반도 지역의 과거 지진파 전파를 분석한 결과 반도 지하에 대량의 물이 광범위하게 존재하고 있다고 추정했다. 또한 이 물의 공급원과 상승 경로를 파악할 수 있다면 지진 활동도 어느 정도 예측할 수 있다고 분석했다.
2023년 4월 지진조사연구추진본부의 지진조사위원회가 발표한 지진활동평가에 따르면 노토반도의 활발한 지진 활동에 대해 "지각변동 영역의 변화와 지진 활동의 깊이가 점점 얉아지고 있으며 전기전도도 분포 등을 볼 때 이번 활동은 유체의 이동이 관여했을 가능성이 높다"고 밝혔다.

## 주요 지진
아래에 나열된 주요 노토 군발지진은 2018년 이후 일본 기상청 진도 계급 기준 5약 이상을 관측한 지진만 나열한다.
| 발생일시 (JST)            | 규모 | 최대 진도 | 비고     |
| ------------------------- | ---- | --------- | -------- |
| 2021년 9월 16일 18시 42분 | M5.1 | 5약       |          |
| 2022년 6월 19일 15시 8분  | M5.4 | 6약       |          |
| 2022년 6월 20일 10시 31분 | M5.0 | 5강       |          |
| 2023년 5월 5일 14시 42분  | M6.5 | 6강       |          |
| 2023년 5월 5일 21시 58분  | M5.9 | 5강       |          |
| 2024년 1월 1일 16시 10분  | M7.6 | 7         | 최대지진 |

### 2021년 9월 지진
2021년 9월 16일 18시 42분(일본 표준시)경, 이시카와현 노토지방에서 깊이 13 km 지점에 규모 M5.1의 지진이 발생해 이시카와현 스즈시에서 최대진도 5약의 진도를 관측했다. 속보치는 규모 M5.2로 측정되었으나 이후 M5.1로 정정되었다. 또한 이시카와현 노토반도에서 장주기 지진동 계급 1의 진동을 관측했다.
이 지진은 대륙 지각 내부에서 발생한 지진으로, 단층 매커니즘은 서북서-동남동 방향을 압력축으로 하는 역단층형 지진이다.
| 진도 | 도도부현   | 시구정촌 |
| ---- | ---------- | -------- |
| 5약  | 이시카와현 | 스즈시   |
| 4    | 이시카와현 | 노토정   |

이 지진으로 인한 인명 피해나 재산 피해는 없었다. 이시카와현에서는 지진 직후 재난 대비 경계배치체제에 돌입했으나 다음 날인 9월 17일 17시 45분경 상황 종료를 선포했다. 일본 소방청도 지진 직후 소방청 재해대책실을 설치했으나 9월 27일 폐지했다.

### 2022년 6월 지진
2022년 6월 19일 15시 8분(일본 표준시) 경, 이시카와현 노토지방에서 깊이 13 km 지점에 규모 M5.4의 지진이 발생해 이시카와현 스즈시에서 최대진도 6약의 진도를 관측했다. 또한 이시카와현 노토지방에서 장주기 지진동 계급 1을 관측했다. 이시카와현에서 진도 6약의 흔들림을 관측한 것은 2007년 노토반도 지진 이후 15년만에 처음이다.
이 지진은 대륙 지각 내부에서 발생한 지진으로 단층 매커니즘은 북북서-동남동 방향의 압력축을 가진 역단층형 지진이다. 이 지진에서 일본 기상청은 지진파 감지 8.6초 후인 15시 8분 19.1초에 긴급지진속보 (경보)를 발령했다.
| 진도 | 도도부현   | 시구정촌 |
| ---- | ---------- | -------- |
| 6약  | 이시카와현 | 스즈시   |
| 5약  | 이시카와현 | 노토정   |
| 4    | 이시카와현 | 와지마시 |

이 지진으로 총 6명이 경미한 부상을 입었고, 주택 73채가 일부 파손되는 피해를 입었다. 최대진도인 6약을 관측한 스즈시에서는 주택가의 담장이 무너지거나 사찰의 묘비가 쓰러지기도 했다. 스즈시의 가스가 신사에서는 지진으로 도리이가 붕괴되었고 경내 등롱이 쓰러지거나 계단 일부가 무너지는 피해가 있었다. 미쓰케지마에서도 토사가 무너져 지진 직후 섬에 하얀 연기가 내뿜어지는 광경이 촬영되기도 했다.
다음 날인 6월 20일 10시 31분경에는 19일 지진의 후속 지진으로 추정되는 규모 M5.0의 지진이 발생하여 스즈시에서 최대진도 5강의 흔들림을 관측했다.
| 진도 | 도도부현   | 시구정촌 |
| ---- | ---------- | -------- |
| 5강  | 이시카와현 | 스즈시   |
| 4    | 이시카와현 | 노토정   |

### 2023년 5월 지진
2023년 5월 5일 현지 시각 14시 42분경 이시카와현 노토지방에 규모 M6.5의 지진이 발생했다. 이 지진으로 이시카와현 스즈시에서 최대진도 6강의 흔들림을 관측했다. 이 지진으로 이시카와현 노토지방에서 장주기 지진동 계급 3을 관측했다. 또한 같은 날 21시 58분에는 비슷하게 노토지방에서 규모 M5.9, 스즈시에서 최대진도 5강의 후속 지진이 일어났다.
이 지진으로 14시 50분경에는 스즈시 나가하시마에서, 15시 26분경에는 와지마항에서 최대 0.1 m 높이의 쓰나미를 관측했다.
| 진도 | 도도부현   | 시구정촌                                                                           |
| ---- | ---------- | ---------------------------------------------------------------------------------- |
| 6강  | 이시카와현 | 스즈시                                                                             |
| 5강  | 이시카와현 | 노토정                                                                             |
| 5약  | 이시카와현 | 와지마시                                                                           |
| 4    | 이시카와현 | 가나자와시 나나오시 고마쓰시 하쿠이시 가호쿠시 노미시 시카정 나카노토정 아나미즈정 |
| 4    | 니가타현   | 나가오카시 산조시 도카마치시 묘코시 조에쓰시 사도시 가리와촌                       |
| 4    | 도야마현   | 다카오카시 히미시 오야베시 이미즈시 후나하시촌                                     |
| 4    | 후쿠이현   | 아와라시 사카이시                                                                  |

| 진도 | 도도부현   | 시구정촌                     |
| ---- | ---------- | ---------------------------- |
| 5강  | 이시카와현 | 스즈시                       |
| 5약  | 이시카와현 | 노토정                       |
| 4    | 이시카와현 | 나나오시 와지마시 아나미즈정 |

### 2024년 1월 지진
2024년 1월 1일 16시 10분에 일본 이시카와현 노토반도에 규모 M7.6의 지진이 발생했다. 이 지진으로 이시카와현 사카정에서 최대진도 진도7을 관측했다. 진도7은 2018년 발생한 홋카이도 이부리 동부 지진  이후 약 5년만에 처음 관측했으며 일본 관측 역사상 진도7을 관측한 7번째 지진이다.
이 지진으로 도호쿠 지방 태평양 해역 지진 이후 처음으로 이시카와현 노토지방에 대쓰나미경보를, 동해 연안 일본 각지에 쓰나미경보와 쓰나미주의보를 발령했다. 이시카와현 와지마시에 1.2 m의 쓰나미가 관측되었으며, 그 외 대한민국 등 동해 연안 각국에서 쓰나미가 관측되었다.
| 진도 | 도도부현   | 시구정촌 |
| ---- | ---------- | --- |
| 7    | 이시카와현 | 시카정, 와지마시 |
| 6강  | 이시카와현 | 나나오시, 스즈시, 아나미즈정 |
| 6약  | 이시카와현 | 나카노토정, 노토정 |
| 6약  | 니가타현   | 나가오카시 |
| 5강  | 이시카와현 | 하쿠이시, 호다쓰시미즈정, 가나자와시, 고마쓰시, 가가시, 가호쿠시, 노미시                                                                                 |
| 5강  | 니가타현   | 산조시, 가시와자키시, 미쓰케시, 미나미우오누마시, 가리와촌, 이토이가와시, 묘코시, 조에쓰시, 주오구, 미나미구, 니시구, 니시칸구, 쓰바메시, 아가정, 사도시 |
| 5강  | 도야마현   | 도야마시, 후나하시촌, 다카오카시, 히미시, 오야베시, 난토시, 이미즈시                                                                                     |
| 5강  | 후쿠이현   | 아와라시 |
| 5약  | 이시카와현 | 하쿠산시, 쓰바타정, 우치나다정 |
| 5약  | 니가타현   | 오지야시, 가모시, 도카마치시, 이즈모자키정, 기타구, 히가시구, 고난구, 아키하구, 고센시, 아가노시                                                         |
| 5약  | 도야마현   | 나메리카와시, 구로베시, 가미이치정, 다테야마정, 아사히정 (도야마현), 도나미시                                                                            |
| 5약  | 후쿠이현   | 후쿠이시, 사카이시 |
| 5약  | 나가노현   | 나가노시, 시나노정, 사카에촌 |
| 5약  | 기후현     | 다카야마시, 히다시 |

#### 연관 지진
2024년 1월 1일 지진의 전진 및 여진 목록은 아래와 같다.
| 발생년도 | 발생월일  | 시각      | 진앙                     | 진원 깊이 | 지진 규모 | 최대진도 | 최대진도 관측 지점              |
| -------- | --------- | --------- | ------------------------ | --------- | --------- | -------- | ------------------------------- |
| 2024년   | 1월 1일   | 16시 12분 | 이시카와현 노토반도 해역 | 9 km      | M5.7      | 6약      | 이시카와현 시카정               |
| 2024년   | 1월 1일   | 16시 18분 | 이시카와현 노토 지방     | 11 km     | M6.1      | 5강      | 이시카와현 나나오시, 아나미즈정 |
| 2024년   | 1월 1일   | 16시 56분 | 이시카와현 노토 지방     | 14 km     | M5.8      | 5강      | 이시카와현 아나미즈정           |
| 2024년   | 1월 1일   | 17시 22분 | 이시카와현 노토 지방     | 12 km     | M4.9      | 5약      | 이시카와현 스즈시               |
| 2024년   | 1월 1일   | 18시 03분 | 이시카와현 노토반도 해역 | 14 km     | M5.5      | 5약      | 이시카와현 스즈시               |
| 2024년   | 1월 1일   | 18시 08분 | 이시카와현 노토반도 해역 | 14 km     | M5.8      | 5강      | 이시카와현 스즈시               |
| 2024년   | 1월 1일   | 18시 39분 | 이시카와현 노토반도 해역 | 6 km      | M4.8      | 5약      | 이시카와현 시카정               |
| 2024년   | 1월 1일   | 20시 35분 | 이시카와현 노토 지방     | 2 km      | M4.5      | 5약      | 이시카와현 시카정               |
| 2024년   | 1월 2일   | 10시 17분 | 이시카와현 노토 지방     | 10 km     | M5.6      | 5약      | 이시카와현 아나미즈정           |
| 2024년   | 1월 2일   | 17시 13분 | 이시카와현 노토반도 해역 | 6 km      | M4.6      | 5강      | 이시카와현 시카정               |
| 2024년   | 1월 3일   | 2시 21분  | 이시카와현 노토 지방     | 12 km     | M4.9      | 5강      | 이시카와현 스즈시               |
| 2024년   | 1월 3일   | 10시 54분 | 이시카와현 노토 지방     | 13 km     | M5.6      | 5강      | 이시카와현 와지마시             |
| 2024년   | 1월 6일   | 5시 26분  | 이시카와현 노토 지방     | 12 km     | M5.4      | 5강      | 이시카와현 아나미즈정           |
| 2024년   | 1월 6일   | 23시 20분 | 이시카와현 노토반도 해역 | 5 km      | M4.3      | 6약      | 이시카와현 시카정               |
| 2024년   | 1월 9일   | 17시 59분 | 니가타현 사도시 부근     | 27 km     | M6.1      | 5약      | 니가타현 나가오카시             |
| 2024년   | 1월 16일  | 18시 42분 | 이시카와현 노토 지방     | 3 km      | M4.8      | 5약      | 이시카와현 시카정               |
| 2024년   | 6월 3일   | 6시 31분  | 이시카와현 노토 지방     | 14 km     | M6.0      | 5강      | 이시카와현 와지마시, 스즈시     |
| 2024년   | 11월 26일 | 22시 47분 | 이시카와현 서쪽 해역     | 7 km      | M6.6      | 5약      | 이시카와현 와지마시, 시카정     |

## 같이 보기
- 군발지진
- 2024년 노토반도 지진